# Sidi Moussa
Sidi Moussa (em árabe: سيدي موسى) é uma comuna localizada na província de Argel, no norte da Argélia. Sua população era de 40 750 habitantes, em 2008.